# Mark Holton
Mark Douglas Holton (ur. 2 kwietnia 1958 r. w Oklahoma City) – amerykański aktor filmowy i telewizyjny, znany dzięki roli Francisa Buxtona w filmie Wielka przygoda Pee Wee Hermana, Chubby'ego w filmie Nastoletni wilkołak i Ozziego Jonesa w filmie Karzeł.

## Wybrana filmografia

### Filmy
| Rok  | Tytuł                                 | Rola               |
| ---- | ------------------------------------- | ------------------ |
| 1985 | Wielka przygoda Pee Wee Hermana       | Francis Buxton     |
| 1985 | Nastoletni wilkołak                   | Chubby             |
| 1987 | Nastoletni wilkołak 2                 | Chubby             |
| 1988 | Naga broń: Z akt Wydziału Specjalnego | Kibic na stadionie |
| 1992 | Ich własna liga                       | Starszy Stillwell  |
| 1993 | Karzeł                                | Ozzie Jones        |
| 1993 | Gra o życie                           | Sam                |
| 1995 | Władca dusz                           | Wielki mężczyzna   |
| 2000 | Rocky i Łoś Superktoś                 | Agent FBI Ziemniak |

### Seriale
| Rok  | Tytuł                          | Rola                      |
| ---- | ------------------------------ | ------------------------- |
| 1984 | Webster                        | Stanley, klaun, pan Fleck |
| 1991 | MacGyver                       | Strażnik                  |
| 1993 | Kroniki młodego Indiany Jonesa | Alexander Woollcott       |
| 1994 | Kroniki Seinfelda              | David                     |
| 1996 | Star Trek: Stacja kosmiczna    | Bolian                    |
| 1997 | Jak dwie krople czekolady      | Konduktor                 |
| 2001 | Żar młodości                   | Joe                       |
| 2003 | Agenci NCIS                    | Sierżant Linn             |
| 2004 | Nowojorscy gliniarze           | Ned Applebaum             |
| 2004 | Pięcioraczki                   | Święty Mikołaj            |
| 2007 | Dni naszego życia              | Detektyw Morgan           |